# Belshazzar’s Feast (John Martin)

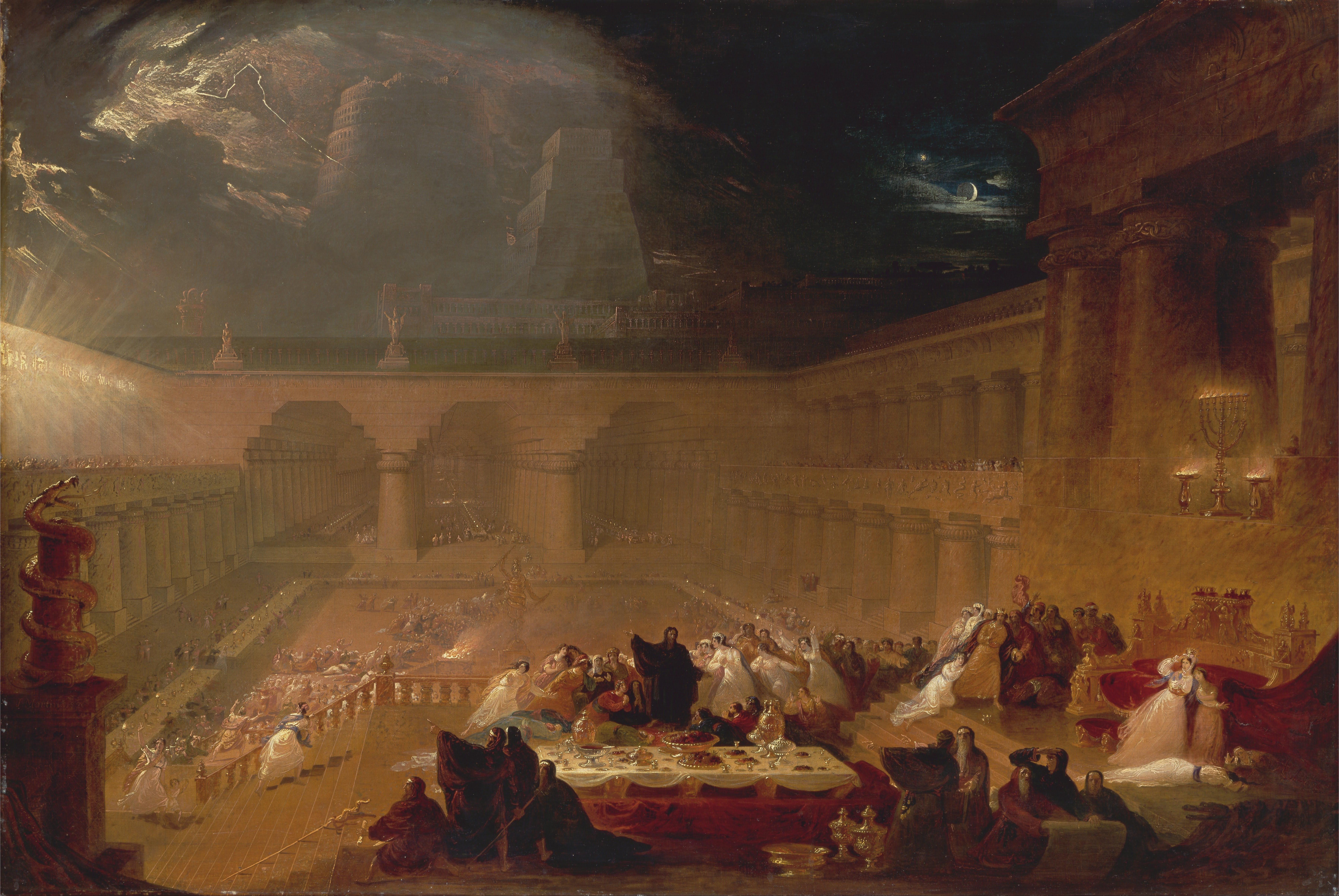
John Martin, „Belshazzar’s Feast“, 1821; Skizze in halber Größe, Yale Center for British Art

Belshazzar’s Feast ist ein Ölgemälde des britischen Künstlers John Martin (1789–1854) auf Grundlage der „Gastmahl des Belthasar“ genannten alttestamentarischen Geschichte, die beispielsweise auch Rembrandt als Vorlage für ein Gemälde diente. Es wurde erstmals im Februar 1821 in der British Institution öffentlich ausgestellt und gewann damals 200 Pfund als bestes Bild der Ausstellung.  Das Gemälde begründete Martins Ruhm und war so beliebt, dass die Menge, damals ungewöhnlich, durch eine Absperrung von dem Werk ferngehalten wurde. In der Folge wurden der Öffentlichkeit auch Stiche des Werks zum Kauf angeboten. Das Original befindet sich heute in einer Privatsammlung, zwei kleinere „Skizzen“ befinden sich im Besitz des Yale Center for British Art in New Haven, Connecticut und des Wadsworth Atheneum in Hartford, Connecticut.

## Thema
Die im Bild dargestellte biblische Geschichte stammt aus dem Buch Daniel. Der König von Babylon, Belshazzar, soll heilige Gefäße der versklavten Israeliten profaniert haben, indem er sie bei einem Festmahl als Weingefäße nutzen ließ. Darauf erschien eine göttliche Hand, die mit leuchtender Schrift auf die Wand schrieb – Herkunft des englischen Ausdrucks „the writing on the wall“ – was der Prophet Daniel als Zeichen für den nahen Untergang des Belshazzar deutete.  Belshazzar wurde in derselben Nacht von Darius dem Meder getötet, der sein Königreich übernahm.

## Geschichte
Es handelt sich um das zweite Gemälde einer Trilogie mit dem Thema Mesopotamien, deren ersten Teil, „The Fall of Babylon“, Martin 1819 schuf. „The Fall of Ninevah“ folgte 1828. Die Trilogie soll durch eine Unterhaltung mit dem amerikanischen Künstler Washington Allston inspiriert worden sein.
Gezeigt wird das Panorama einer Festhalle, die von Säulen mit Sternzeichen eingerahmt wird. In der Halle finden sich Massen feiernder Babylonier; das Dach ist offen, man sieht im Hintergrund die Hängenden Gärten von Babylon, den Turm von Babel und ein Ziggurat im Mondlicht, das durch eine Öffnung in der dunklen Wolkendecke bricht. Die Architekturstile erinnern an ägyptische, babylonische und indische Vorlagen. Schwarz gekleidet steht Daniel vorne mittig und interpretiert die übernatürliche Schrift auf der Mauer. Der schockierte Belshazzar ist links zu sehen, andere zeigen sich von dem Geschehen schockiert.
Martin veröffentlichte zudem ein Pamphlet, in dem er das Gemälde erläuterte und die Personen und Gebäude identifizierte. Obwohl beim Publikum beliebt, war Martins Gemälde bei den Kritikern wenig Erfolg beschieden. Man lobte die pompöse Architektur und den emotionale Wirkung des Gemäldes, kritisierte aber seine Technik, besonders in Bezug auf die Ausführung der Personen. Charles Lamb nannte das Werk vulgär und übertrieben.
Martin verkaufte das Gemälde noch vor der Ausstellung 1821 an seinen früheren Lehrmeister, den Glasmaler William Collins; das Gemälde sollte erst reproduziert werden dürfen, nachdem Collins es verkauft hätte. Collins ließ das Gemälde in ganz Britannien ausstellen und hatte damit großen Erfolg. Das zugehörige Pamphlet ging 1826 in die 45. Auflage. 1826 bereitete Martin einen Stich zum Verkauf vor, wogegen Collins auf Grundlage ihrer Vereinbarung klagte; Martin gewann mit dem Argument, dass er nicht das Werk selbst, sondern dessen vorbereitenden Skizzen als Vorlagen für seine Stiche nutzte.
Eine Reproduktion des Bilds hing im Salon des Pfarrhauses der Brontës und soll verschiedene Aspekte im literarischen Schaffen der Geschwister informiert haben.
Das Werk wurde später verkauft und ist derzeit Teil einer Privatsammlung. 2011 wurde es im Tate Britain neben einer Skizze in halber Größe von 1820 ausgestellt.